# Constitución de la República Democrática Alemana
La Constitución de la República Democrática Alemana fue la constitución política de la República Democrática Alemana. La constitución original se promulgó el 7 de octubre de 1949, y su redacción se basó, en gran medida, en la Constitución de Weimar, dado que la RDA sería una república federal y democrática. Tras el referéndum de 1968 se decide reemplazar esta constitución con una versión actualizada, considerando que la primera ya no reflejaba el clima político real de la RDA.
La constitución sería derrogada el 3 de octubre de 1990, cuando la RDA integrada a la Alemania Occidental, mediante la reunificación alemana.

## Constitución de 1949
La primera constitución de la RDA fue proclamada el 7 de octubre de 1949, y se basó en un borrador preparado por el Partido Socialista Unificado de Alemania (SED) en septiembre de 1946. La constitución de 1949 creaba las bases para una Alemania unida por lo que  posiblemente fue redactada antes de que la Unión Soviética decidiera, irrevocablemente, crear una república socialista en su zona de ocupación. La constitución se asemeja y al mismo tiempo difiere del sistema Occidental de estados parlamentarios-democráticos. Respecto a la organización estatal, la constitución de 1949 tiene un parecido superficial con la Ley Básica (Grundgesetz) de la República Federal Alemana (Alemania del Oeste). Al igual que en otros sistemas parlamentario-democráticos, existe la provisión para la creación de  dos cámaras  legislativas, la Cámara de Estados  (Länderkammer) y la Cámara Popular  (Volkskammer), y la elección de un primer ministro (Ministerpräsident) por el partido con la mayoría en la Cámara del Pueblo. El presidente de la RDA, como su contraparte Occidental, tenía una función muy limitada y podía ser destitiurdo con una mayoría de dos tercios en ambas cámaras.
La creación de las leyes era esencialmente el trabajo de  la Cámara Popular (Volkskammer) más que de la Cámara de Estados (Länderkammer), pero el último podría proponer el borrador de leyes al primero. El proceso legislativo también muestra diferencias importantes con el modelo de Alemania del Oeste; la Cámara alta de Alemania del Este, el Länderkammer, por ejemplo, el cual representó los intereses de los estados individuales, ocupó una posición mucho más débil que su contraparte de Alemania del Oeste. La Cámara Popular era constitucionalmente definida como el órgano más alto del poder estatal. El artículo 51 declaraba que los miembros de la Volkskammer eran elegidos por simple mayoría  en elecciones universales, secretas e igualitarias,  Otra diferencia importante concernía al papel de los partidos políticos en el gobierno, según el artículo 92, los partidos con al menos 40 asientos en la Cámara Popular, entonces unos 400 miembros, tenía el derecho de representación en el gobierno. Esta política era compatible con la Política de Alianza marxista del Partido de Unidad Socialista, el cual estipulaba que, para conseguir sus objetivos, el partido de la clase obrera tenía inicialmente que trabajar con, y a través, de otros partidos. Esta provisión también aseguraba que el Partido Socialista pudiera mantener alguna influencia en el gobierno  en el caso de que fuera demovido a una posición de minoría. Est constitución incluía un conjunto básico de derechos humanos, incluyendo el derecho a la huelga (Artículo 14) y el derecho a emigrar  (Artículo 10) .